# John Mahaffey
John Mahaffey, född 9 maj 1948 i Kerrville, Texas, är en amerikansk golfspelare.
Mahaffey blev professionell 1971 och vann 10 tävlingar på den amerikanska PGA-touren. Han vann majortävlingen PGA Championship 1978 på Oakmont Golf Club i Santa Rosa i Kalifornien. Han gick de fyra rundorna på 276 slag och vann efter särspel över Tom Watson och Jerry Pate.
Han ställde upp i The Masters Tournament två gånger, US Open tre gånger, The Open Championship en gång och PGA Championship tre gånger. Han deltog i det amerikanska Ryder Cup-laget 1979 och han spelar sedan 1998 på Champions Tour där han har vunnit en tävling.
Mahaffey medverkade i filmen Tin Cup från 1996 där Kevin Costner hade huvudrollen.

## Meriter

### Majorsegrar
- 1978 PGA Championship

### PGA-segrar
- 1973 Sahara Invitational
- 1978 American Optical Classic
- 1979 Bob Hope Desert Classic
- 1980 Kemper Open
- 1981 Anheuser-Busch Golf Classic
- 1984 Bob Hope Classic
- 1985 Texas Open
- 1986 Tournament Players Championship
- 1989 Federal Express St. Jude Classic

### Segrar på Champions Tour
- 1999 Southwestern Bell Dominion